# Aces High
„Aces High“ е песен, написана от Стив Харис. Това е единадесетият сингъл на британската хевиметъл група Айрън Мейдън и първият от издадения през 1984 г. албум „Powerslave“. Песента разказва за двубоя на британски военен пилот и изтребителите на Луфтвафе по време на Битката за Британия (1940), първата от която е водена изцяло в небето. Песента стига 20-о място в британските класации.
С тази песен често са били откривани концертите на групата, като музикалното изпълнение е предшествано с част от знаменитата реч на британския премиер Уинстън Чърчил, изнесена на 4 юни 1940 г., два дена след погрома във Франция и оттеглянето на британските войски при Дюнкерк. Въпреки че е много популярна сред феновете, тази песен вече не се изпълнява толкова често на живо (изпълнявана е най-вече по време на World Slavery Tour и The EdHuntour).
Кавър на песента, изпълнен от Джеф Скот Сото (вокали), Нуно Бетенкорт (китара), Били Шиън (бас) и Вини Апис (барабани), е включен в трибют албум „Numbers From The Beast“ (2005). Песента е включена и в „Tribute To The Beast“ на Children of Bodom и в „Wages of Sin“ на Arch Enemy.
Видеото към песента включва кадри с Уинстън Чърчил, войски на Съюзниците, анимации на черно-бели военни карти и дори кратко появяване на Хитлер.
Песента е включена и в игрите „GTA: Vice City Stories“ и „Carmageddon II: Carpocalypse Now“.

## Състав
- Брус Дикинсън – вокали
- Дейв Мъри – китара
- Ейдриън Смит – китара, беквокали
- Стив Харис – бас, беквокали
- Нико Макбрейн – барабани